# 아이 원트 유 (1983년 영화)
아이 원트 유(Eine Liebe In Deutschland, A Love In Germany)는 독일(구 서독)에서 제작된 안제이 바이다 감독의 1983년 드라마 영화이다. 한나 쉬굴라 등이 주연으로 출연하였고 아르투르 브라우너 등이 제작에 참여하였다.

## 출연

### 주연
- 한나 쉬굴라
- 아민 뮬러 스탈
- 랄프 울터
- 다니엘 올브리츠키
- 벤하드 위키

### 조연
- 엘리자베스 트리센나
- 시그프릿 스타이너
- 세르지 멜린
- 다이터 커크리츠너
- 오토 샌더
- 벤 벡커
- 마리 엘렌느 다스테
- 마리 크리스틴 바롤트